# Народна банка Србије
Народна банка Србије је централна банка Републике Србије.
Основана је 2. јула 1884. под именом Привилегована народна банка Краљевине Србије.
Основне функције Народне банке Србије су да утврђује и спроводи монетарну политику, води политику курса динара, чува девизне резерве и управља њима, издаје новчанице и ковани новац и стара се о функционисању платног промета и финансијског система.
Основни циљ Народне банке Србије је постизање ценовне стабилности. Поред тога, она за циљ има и очување финансијске стабилности.
Законом о допуни Закона о Народној банци Србије („Службени гласник РС“, бр 55/2004) Народној банци су проширене надлежности на надзор над обављањем делатности осигурања (давање дозвола за обављање послова осигурања, реосигурања, посредовања).

## Назив
Народна банка Србије је од оснивања више пута мењала своје име:
- Привилегована народна банка Краљевине Србије (2. јул 1884 — 26. јануар 1920);
- Народна банка Краљевине Срба, Хрвата и Словенаца (26. јануар 1920 — 3. октобар 1929);
- Народна банка Краљевине Југославије (3. октобар 1929 — септембар 1946);
- Народна банка Југославије (септембар 1946 — 19. јул 2003);
- Народна банка Србије (од 19. јула 2003).

## Историја
У време када је српска држава, након ослобађања од Турака, започела обнову и оснивање државних и културних институција. Потреба за оснивањем централне банке постајала је све очигледнија. У „Србским новинама“, у чланку „Данашња новчана криза“, објављеном 1854, наилазимо на први писани помен о неопходности оснивања једне такве институције. Ипак, од прве иницијативе о томе до њене реализације протекле су три деценије. Тек 1884. заживела је таква институција под именом Привилегована народна банка Краљевине Србије.
Банка је организована по угледу на Белгијску народну банку, која је у то време важила за образац савременог организовања банкарске институције. Формирани су Збор акционара, Главни одбор, Управни одбор, Надзорни одбор и Есконтни одбор и установљене функције гувернера (први гувернер је био Алекса Спасић, до тада министар без портфеља) и вицегувернера.
У прво време, Народна банка Краљевине Србије била је смештена у самом центру града, у Кнез-Михаиловој улици, а после у репрезентативном, наменски подигнутом здању у Улици краља Петра, у коме је и данас. Пројекат је израдио афирмисани бечки архитекта Константин Јовановић, син Анастаса Јовановића, првог српског литографа и двороуправитеља кнеза Михаила Обреновића. За то своје дело у стилу неоренесансног академизма, које би могло, како је записао Феликс Каниц, „да краси сваки велики град“, одликован је 1890, када је зграда и усељена.
Након Првог светског рата и уједињења дела Јужних Словена, Привилегована народна банка Краљевине Србије прерасла је, по закону од 26. јануара 1920, у Народну банку Краљевине Срба, Хрвата и Словенаца и под тим именом преузела послове на целој територији Краљевине. Услед потреба које је изискивао повећани обим послова, зграда Банке је, по пројекту њеног аутора, мајсторски дозидана (између 1923. и 1925), тако да представља изузетно успелу целину.
Иако основана као привилегована приватна акционарска установа, пословање Банке се одвијало под сталном контролом државе. До 1920, када је њена територијална надлежност проширена, законодавац је Банку сматрао само као кредитну установу, а од 1931. поверена јој је као прва функција — монетарна политика, а као друга — кредитна политика. Први и најважнији задатак Банке, која, у складу с променом имена државе од 1929. делује под називом Народна банка Краљевине Југославије, постаје старање о новцу и одржавање његове стабилности.
За време Другог светског рата (од априла 1941. до октобра 1944) обављала је послове из свог представништва у Лондону. У септембру1946. Банка је национализована и од тада је обављала своје функције под именом Народна банка Југославије.
Законом за спровођење Уставне повеље државне заједнице Србија и Црна Гора, који је ступио на снагу 4. фебруара 2003, Народна банка Југославије наставља и даље да ради као орган државе Србије. Законом о Народној банци Србије, који је ступио на снагу 19. јула 2003, утврђени су положај, организација, овлашћења и функције Народне банке Србије.

## Руководство

### Гувернер
Гувернер Народне банке Србије руководи Народном банком Србије, организује њено пословање на основу Устава Србије, Закона о Народној банци Србије и другог закона и одговоран је за њен рад.
Гувернер представља и заступа Народну банку Србије.
Народну банку Србије, по овлашћењу гувернера, представљају и заменик гувернера и
вицегувернери.
Гувернер може вицегувернере и друге раднике Народне банке или друга лица овластити да заступају Народну банку у заштити њених имовинских и других интереса.
Гувернер одлучује о посетама руководећих радника и других радника Народне банке Србије иностраним централним банкама, међународним финансијским
организацијама и другим институцијама у иностранству.
Тренутни гувернер народне банке Србије је Јоргованка Табаковић, која је изабрана на ту функцију 6. август]]а 2012. године, након оставке др Дејана Шошкића која је поднета 2. августа 2012. године председнику Народне скупштине због најављених, а касније и усвојених измена Закона о НБС којима је нарушена независност централне банке у односу на извршну власт што није у складу са међународним стандардима.

### Заменик гувернера
Заменик гувернера замењује гувернера у случају његове одсутности или спречености, са истим
правима, обавезама и одговорностима.
Заменик гувернера, по овлашћењу гувернера, може обављати одређене послове из надлежности
гувернера и у време када је гувернер присутан.

### Вицегувернери
Вицегувернери обављају послове које им повери гувернер а односе се на координацију рада у
основним организационим јединицама Народне банке — у областима послова монетарног
система и политике, девизних послова и односа са иностранством, послова контроле, послова
унутрашње контроле и ревизије, рачуноводствено-финансијских послова и послова трезора, старају се извршењу послова у тим областима и обављају друге послове.
За законито, стручно и благовремено обављање послова из свог делокруга вицегувернери су
одговорни гувернеру.
Тренутни вицегувернери су:  Жељко Јовић, Ана Ивковић и Драгана Станић.

## Зграде Народне банке

### Зграда Народне банке Србије у Улици краља Петра
Стара зграда Народне банке Србије је грађена од 1888. до 1890. године. Израда пројекта је поверена Константину Јовановићу (рођен у Бечу 1849—умро у Цириху 1923), сину познатог графичара, сликара првог српског литографа Анастаса Јовановића. Константин Јовановић је архитектуру студирао у Цириху, у Италији је проучавао њену ренесансну историју, а у Бечу, у коме је највише пројектовао, стекао је завидан углед.
Палату Банке израдио је у стилу неоренесансног академизма. Нацрте за већину детаља у ентеријеру такође је сам урадио, док су декоративна пластика и осликавање зграде били поверени Пашку Вучетићу. Фасаду за целу зграду је урадио познати мајстор за фасаде Петраш.
Унутрашња декорација представља изузетне домете примењене уметности, а урађена је комбиновањем разних материјала и техника. Стубови и облоге зидова у холовима и главним ходницима на првом спрату урађени су у комбинацији мермера у више боја, са доминирајућом розе бојом на стубовима и смеђом на зидовима, док су зидови осталих ходника у приземљу и на првом спрату обрађени штукатуром, имитацијом мермерних облога. Степеништа и ограде степеништа и галерија у холовима израђени су од белог мермера са неоренесансним украсима.
Светларници у холовима и прозори у Сали банке изведени су у прекрасном вишебојном витражу. Лустери представљају вредне примерке месингане пластике, са обиљем складно укомпонованих детаља и симбола Народне банке. Сала банке, са импозантном таваницом у храстовом дуборезу и зидовима делимично обрађеним у дуборезу, а делимично прекривеним црвеном чојом, изузетно је репрезентативан простор. Плафон и зидови сале су првобитно били осликани и обрађени гипсаном пластиком, делима Пашка Вучетића.
Намештај у ходницима, холовима и у Сали је од масивне храстовине, са богато урађеним дуборезом.
На галерији хола, изнад лепезасто изведених степеница, 1901. је постављено бронзано попрсје „Србија“ (идентично детаљу „Споменика косовским јунацима“ у Крушевцу, рад вајара Ђорђа Јовановића), које је Народна банка откупила после излагања на Светској изложби у Паризу 1900. године.
Банка је између 1923. и 1925, због повећаног обима послова насталог услед проширења делокруга на целу земљу тада уједињених Јужних Словена, дозидана, а пројекат је поново урадио Константин Јовановић. Доградња је мајсторски изведена, па то здање представља изузетно успелу целину. За унутрашње радове коришћени су исти материјали и исти манир, тако да се ни у ентеријеру то дограђивање не примећује.
Зграда Народне банке у коначном савременом облику има трезорски подземни простор, сутерен, приземље, два спрата и поткровље. Данас она заузима цео блок оивичен улицама краља Петра I, цара Лазара, Спасићевом и Грачаничком. Поред првобитног главног улаза на углу улица краља Петра I и цара Лазара, који данас представља Свечани улаз, доградњом је направљен и други, Главни улаз из Улице краља Петра I.
У овој згради се данас налази канцеларија гувернера Народне банке Србије, Архив Народне банке Србије, као и музеј НБС - Центар за посетиоце.

### Нова зграда Народне банке Србије у Немањиној улици
Средином седамдесетих година прошлог века одлучено је да се, за потребе тадашње, Народне банке СФР Југославије изгради нова пословна зграда. 15 година од почетка градње, огромно стаклено здање на Славији, у Немањиној улици, званично је пуштена у употребу 21. марта 2006. године. У градњу овог објекта површине 53.000 квадрата уложено је 134 милиона америчких долара.
Одлуку да се зграда зида донео је Савет гувернера бивше СФРЈ још 1976, а детаљним урбанистичким планом подручја „Славија“ из 1980. године одређена је и локација овог здања. Девет година је разматран инвестициони програм и коначно усвојен 1989. године. Са распадом СФР Југославије, Народна банка Србије наследила је све проблеме и трошкове око изградње објекта. Градња је почела 1992, а у њој је учествовало око 60 фирми.
Објекат има четири подземне етаже где се налазе паркинг, складишта, трезори, штампарија, трафо-станица, дизел агрегат, разне радионице и слично. Зграда има 11 спратова, а поред кабинета за три вицегувернера и канцеларијског простора налази се и сала са 200 места, стручна библиотека, трезор за нумизматику, као и центри за управљање објектом и за обезбеђење, кухиња и ресторан.
У надземном делу зграде сви радови су завршени, док се у подземном ради на инсталационом систему. 
Ново здање Народне банке Србије спада у „паметне зграде“. У свим просторијама се налазе детектори присуства који се аутоматски активирају и регулишу температуру у згради. Око шест сати ујутро систем се сам покреће и загрева простор на 19° C. Након доласка запослених температура се подиже на оптималних 22° C. Када неко отвори прозор, систем грејања или хлађења аутоматски престаје са радом.
У овој згради се налази око 900 запослених Народне банке Србије.